# Osîcine, Baranivka
Osîcine (în ucraineană Осичне) este un sat în așezarea urbană Dovbîș din raionul Baranivka, regiunea Jîtomîr, Ucraina.

## Demografie
Componența lingvistică a localității Osîcine
     Ucraineană (100%)
Conform recensământului din 2001, toată populația localității Osîcine era vorbitoare de ucraineană (100%).